# Újkér
Újkér é um município da Hungria, situado no condado de Győr-Moson-Sopron. Tem 32,38 km² de área e sua população em 2015 foi estimada em 977 habitantes.